# آن مرد مسن… شاید پدرت باشد
آن مرد مسن… شاید پدرت باشد (به هندی: Bbuddah... Hoga Terra Baap) یا به من نگید پیرمرد فیلمی محصول سال ۲۰۱۱ و به کارگردانی پوری جاگاناد است. در این فیلم بازیگرانی همچون آمیتاب باچان، هما مالینی، سنو سود، پراکاش راج، سونال چائوهان، راوینا تاندون، چارمی کائور، اعجاز خان ایفای نقش کرده‌اند.

## داستان
کمیسر کارن بعد از بمب‌گذارهای متعدد تبهکاران به مردم شهر بمبئی قول می‌دهد که شهر را از شرر تبهکاران پاک کند. کبیر سرکرده تبهکاران قصد کشتن کمیسر کارن را توسط یک تیرانداز حرفه ای (آمیتاب باچان) می‌کند تا اینکه و…